# 남키부주

남키부 주의 위치

남키부주(프랑스어: Province du Sud-Kivu)는 콩고 민주 공화국 동부에 위치한 주로 주도는 부카부이며 면적은 65,070km2, 인구는 5,772,000명(2015년 기준), 인구 밀도는 89명/km2이다.
남쪽으로는 탕가니카주, 서쪽으로는 마니에마주, 북쪽으로는 북키부주와 접하며 동쪽으로는 르완다, 부룬디, 탄자니아와 국경을 접한다.